# Vrouw

Symbool voor vrouw, oorspronkelijk voor de planeet Venus.

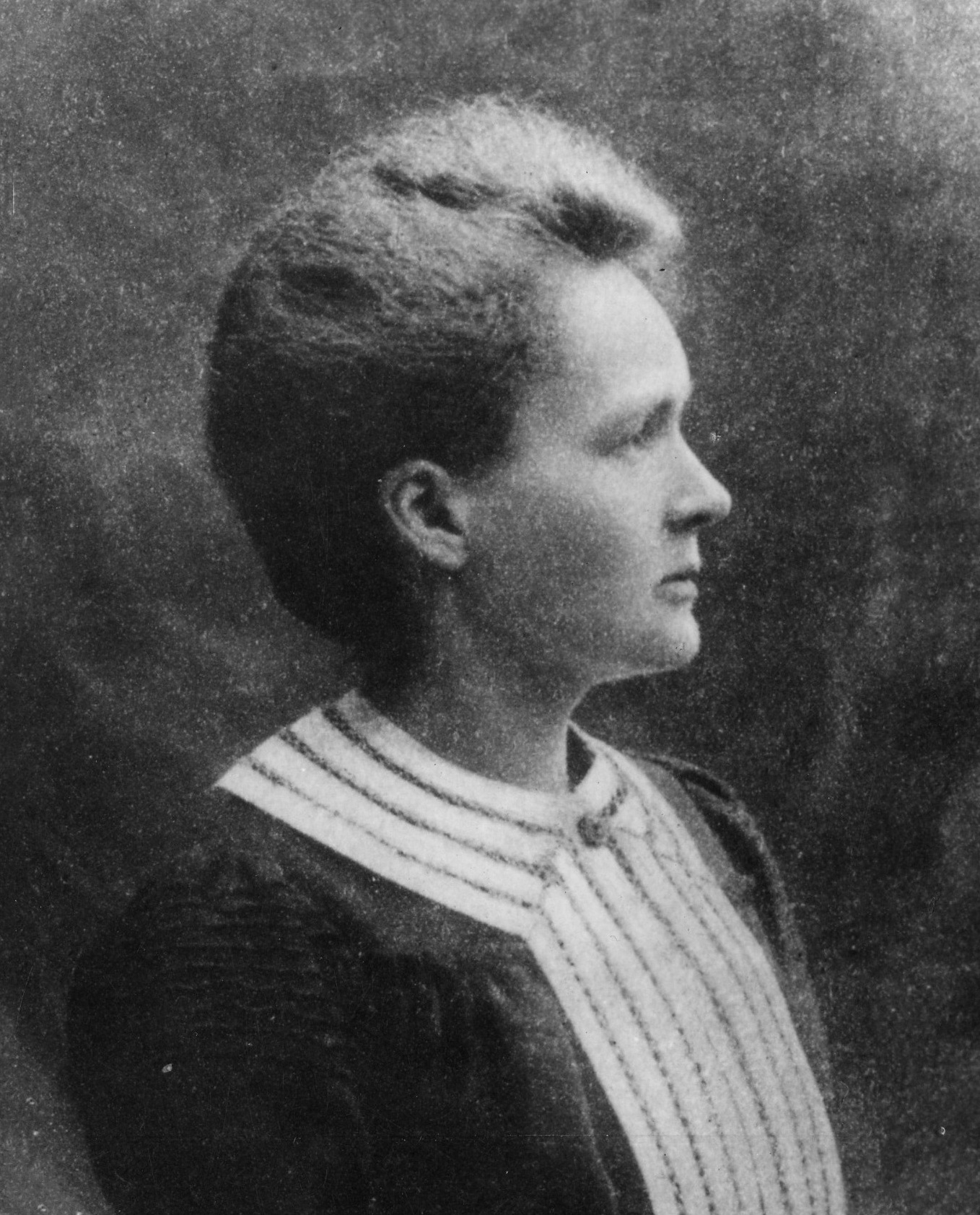
Marie Curie in 1903

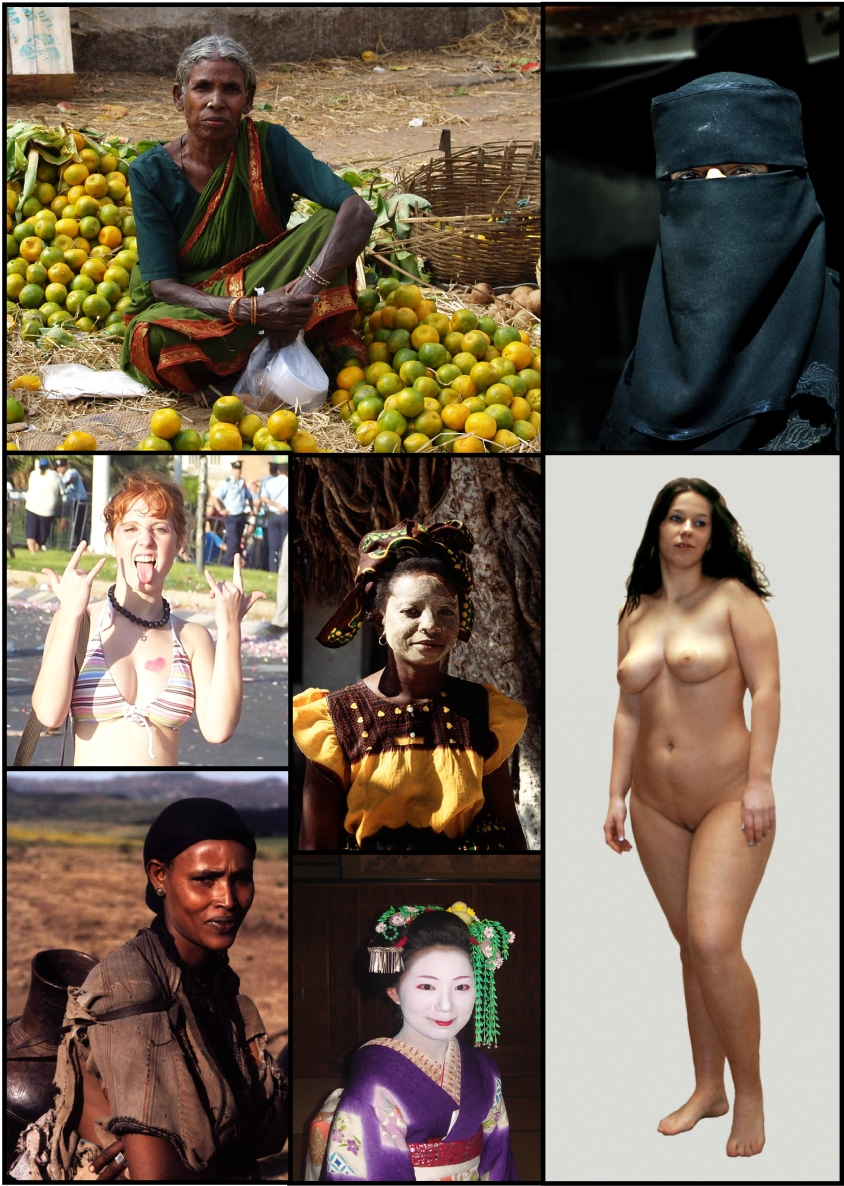
Collage van verschillende vrouwen, in verschillende culturen.

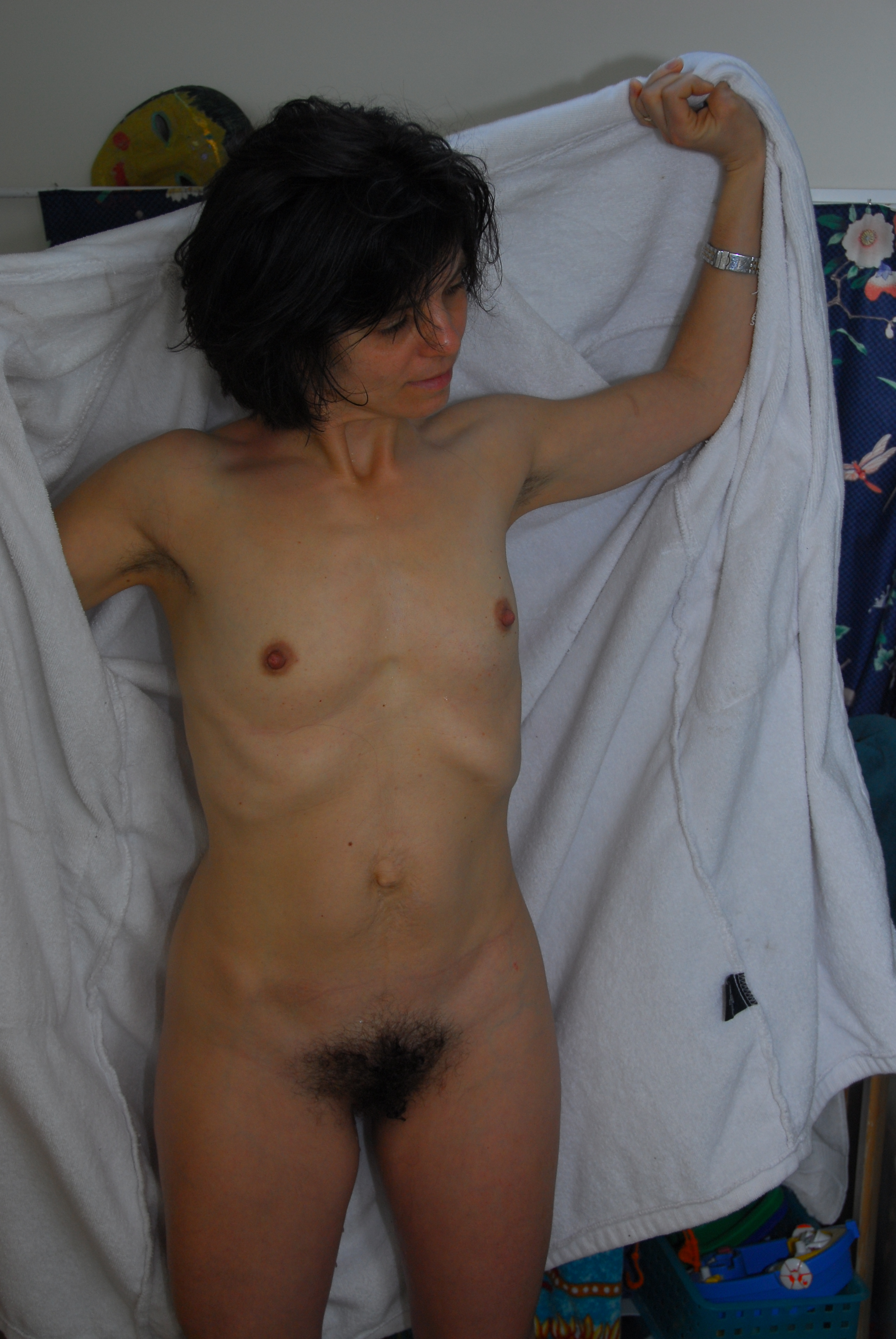
Een 40-jarige vrouw

Een vrouw is een (volwassen) mens van het vrouwelijk geslacht.

## Specifiekere betekenissen

### Verband met leeftijd
De term 'vrouw' wordt meestal gebruikt voor een volwassene na de puberteit en de eerste menstruatie, en die dus de vruchtbare leeftijd heeft bereikt, terwijl 'meisje' gewoonlijk gebruikt wordt voor kinderen, tieners of (vroege) twintigers.
In westerse culturen is het onderscheid tussen de termen 'meisje' en 'vrouw' vaak niet scherp. Zo wordt 'meisje' in het Nederlands vaak ook nog gebruikt voor iemand van het vrouwelijk geslacht die ouder is dan 20 jaar. Soms wordt dit woord ook gebruikt voor een maagdelijke of ongetrouwde vrouw. Afhankelijk van de situatie kan dit als denigrerend ervaren worden. In sommige culturen kan het juist kwetsend zijn als een ongehuwde of maagdelijke vrouw 'vrouw' genoemd wordt, omdat dat impliceert dat ze geen maagd meer is. Vele niet-westerse culturen hebben rituelen die symboliseren dat het meisje volwassen is geworden. Een voorbeeld is de Bat mitswa in het jodendom.
In het gewone spraakgebruik bestaat er geen apart woord voor een vrouw die door de overgang is gegaan, en daarmee de vruchtbare leeftijd achter zich gelaten heeft. Medici spreken in dit geval van een 'postmenopauzale vrouw'.

### Juridische betekenis
De term 'vrouw' wordt ook gebruikt voor mensen van wie het juridisch geslacht 'vrouw' is, dus in juridische en ethische context zoals het 'vrouwenrechten'. 

## Biologische kenmerken

### Chromosomen
Het biologisch geslacht hangt nauw samen met de geslachtschromosomen. Een mens heeft 23 paar chromosomen waarvan een paar geslachtschromosomen (heterosomen) het geslacht bepaalt. Bij een vrouw is het geslachtschromosomenpaar doorgaans XX, bij de man XY. 

### Geslachtskenmerken
Biologisch gezien heeft de vrouw doorgaans vanaf haar prilste bestaan de vrouwelijke primaire geslachtskenmerken. Pas later, tijdens de puberteit, rond het 11e levensjaar, ontstaan de zogenaamde secundaire geslachtskenmerken.

#### Primaire geslachtskenmerken

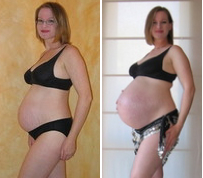
Een zwangere vrouw: op de foto links in week 26 van de zwangerschap en rechts in week 40, vlak voor de bevalling.

De primaire geslachtskenmerken zijn de geslachtsorganen. Deze zijn bij volwassenheid betrokken bij de seksualiteit en de voortplanting.
De eierstokken produceren, naast hormonen, de vrouwelijke geslachtscellen, de eicellen, die kunnen uitgroeien tot een foetus wanneer ze bevrucht worden door de mannelijke geslachtscellen, de zaadcellen. De baarmoeder is een orgaan dat de groeiende foetus voedt, beschermt, verzorgt en uiteindelijk naar buiten drijft bij de bevalling. De vagina vormt de verbinding tussen baarmoeder en buitenwereld, en heeft een rol bij vaginale geslachtsgemeenschap en de geboorte van een kind. Het woord 'vagina' wordt vaak onterecht gebruikt voor de vulva of externe vrouwelijke geslachtsorganen, waarbij ook de schaamlippen, de clitoris en de urinebuis horen.

#### Secundaire geslachtskenmerken
De secundaire geslachtskenmerken, die in de puberteit ontstaan, hebben met name een rol bij het verzorgen van kinderen en het aantrekken van een partner. Als eerste beginnen de borsten te groeien. Eerst is er een klein bultje onder de tepel en vervolgens verlopen de borsten verschillende stadia totdat ze hun uiteindelijke vorm aannemen. De grootte van de borsten wordt bepaald door de hoeveelheid vetweefsel. Kort na de eerste zichtbare borstontwikkeling begint het schaamhaar te groeien. Vrijwel tegelijkertijd begint ook haargroei in de oksels en in mindere mate op de benen. Ongeveer zes maanden na het eerste groeien van het schaamhaar vindt de eerste menstruatie plaats. Vanaf dat moment kan een vrouw zwanger worden. Naarmate een vrouw ouder wordt worden ook haar schaamlippen groter. Hetzelfde geldt voor de heupen, die naar buiten toe kantelen. Ook de onderhuidse vetlaag wordt dikker.

#### Tertiaire geslachtskenmerken
Naast de bovengenoemde primaire en secundaire geslachtskenmerken, ontwikkelen zich ook tertiaire geslachtskenmerken. Dit zijn kenmerken die sterk psychologisch en cultureel bepaald worden, en die dus per persoon, per (sub)cultuur en over de tijd heen drastisch kunnen variëren.
Tot deze kenmerken behoren bepaalde gedragskenmerken, een schoonheidsideaal en genderidentiteit.

### Afwijkingen (intersekse/transgender)
Op het hierboven genoemde bestaan echter uitzonderingsgevallen; een voorbeeld is het syndroom van Swyer, waarbij mensen een van nature vrouwelijk lichaam hebben ondanks de aanwezigheid van een XY-chromosomenpaar. Het tegenovergestelde komt ook voor, dus mensen met een XX-chromosomenpaar die desondanks een van nature mannelijk lichaam hebben. Dit zijn voorbeelden van intersekse varianten. Daarnaast bestaan er ook zogeheten transgender vrouwen, die wel de genderidentiteit van een vrouw hebben maar geen van nature vrouwelijk lichaam (ongeacht of dat al dan niet overeenkomt met de chromosomen), en transgender mannen, bij wie sprake is van de omgekeerde situatie. Dergelijke mensen ervaren vaak genderdysforie en gaan vaak in transitie om hun lichaam voor zover mogelijk aan te passen aan hun genderidentiteit.

## Varia
- "Vrouw" is in het dagelijks taalgebruik veelal synoniem voor echtgenote.
- Het woord komt van het Oudnederlandse frouwa (later: vrouwe). Het betekende in eerste instantie in het bijzonder "voorname vrouw" (vooral iemand uit de adellijke stand).[2]
- In het verleden werd in het Nederlands de term 'juffrouw' gebruikt voor een ongehuwde volwassen vrouw, maar deze betekenis is in onbruik geraakt.
- Bij kaartspellen wordt de koningin ook vaak "vrouw" genoemd.
- De verkleinvorm "vrouwtje" wordt met name gebruikt voor de vrouwelijke exemplaren van een diersoort.